# Philippe Manœuvre
Philippe Manœuvre, né le 19 juin 1954 à Sainte-Menehould (Marne), est un journaliste, animateur de radio, animateur de télévision, critique musical, éditorialiste dans la presse écrite et scénariste français de bandes dessinées. Il a été notamment durant vingt-quatre ans (de 1993 à 2017) le rédacteur en chef du magazine Rock & Folk.

## Biographie

### Jeunesse
Philippe Manœuvre a un père instituteur et une mère secrétaire médicale. Il passe son enfance dans un village près de Sainte-Menehould, La Chapelle-Felcourt. Il fait ses études secondaires au lycée Pierre-Bayen de Châlons-sur-Marne fréquenté des années auparavant par Cabu, qui a contribué à son goût de la bande dessinée et qu'il rencontrera plus tard à Paris.
En 1968, il assiste à son premier concert : celui de Michel Polnareff à Reims.
Diplômé de l'École française des attachés de presse, il publie pour la première fois dans Rock & Folk en 1973 (une défense du Raw Power des Stooges) dans le courrier des lecteurs. Fan des Rolling Stones, il est également amateur des groupes de rock Blue Öyster Cult, Led Zeppelin et Grand Funk Railroad, et de musique afro-américaine orientée soul et funk, notamment James Brown, Prince et Michael Jackson.

### Édition
Secrétaire de rédaction, rédacteur en chef puis membre du comité de rédaction et rédacteur de la revue de bande dessinée de science-fiction Métal hurlant de 1976 à 1985, il travaille aux Humanoïdes associés avec Jean-Pierre Dionnet, Moebius, Philippe Druillet, Yves Chaland, Serge Clerc, etc. Toujours aux Humanoïdes associés, il anime la collection Speed 17 qui publie pour la première fois en France Charles Bukowski. Suivent des traductions de Hunter S. Thompson, Hubert Selby Junior, Harlan Ellison, mais aussi les biographies des Rolling Stones et Sex Pistols et le NovoVision — Les confessions d'un cobaye du siècle d'Yves Adrien. Le dernier Speed 17 est Sanglantes confidences de John Gregory Dunne.
Il travaille comme directeur de collection aux Éditions Albin Michel.
En 1993, il devient rédacteur en chef du magazine Rock & Folk, poste qu'il occupe jusqu'à son départ à la retraite en février 2017. Il a également collaboré aux Nouvelles littéraires, à Playboy et à Libération.

### Radio
Dans les années 1980, sur France Inter Philippe Manœuvre intervient comme chroniqueur de science fiction dans Loup-Garou, l'émission de rock animée par Patrice Blanc-Francard, puis présente sa propre émission Les Grandes Manœuvres programmée aux alentours de minuit. Il y fait la part belle à un rock français qui explose de partout. Suivent Je fais du rock, programme commençant vers 16 heures, et Intersidéral, en deuxième partie de soirée, avec, sous le pseudonyme de Smith & Wesson, sa compagne d'alors, la journaliste de rock Brenda Jackson, et Daniel Riche, le rédacteur en chef du magazine Fiction. Cette dernière émission consacrée au rock, aux polars et à la science-fiction, permet à des auditeurs de gagner le dernier livre de Philip K. Dick : La Transmigration de Timothy Archer. Elle met en scène un jeu de rôle scénarisé autour d’Alien et du Nostromo.
Dans cette émission où il commente l'actualité cinématographique de la science-fiction, il descend en flammes le film Blade Runner, inspiré par Philip K. Dick. En revanche, Tron, le premier film des productions Disney comportant des séquences créées par ordinateur, l'enchante. Il organise, pour l'émission, une avant-première incluant un concours à distance de jeux vidéo (c'était le thème du film et, fait rare pour l'époque : le jeu était disponible au moment de la sortie du film). Il anime également, avec Jean-Pierre Dionnet, La Voix du Lézard.
À partir du 13 juin 2009, il anime Radio Manœuvre, une émission estivale sur RTL consacrée aux vingt-quatre plus grands albums de rock. Il participe à Radio Beatles diffusée sur RTL à partir du 9 septembre 2009. La deuxième saison de Radio Manœuvre commence le 12 juin 2010.

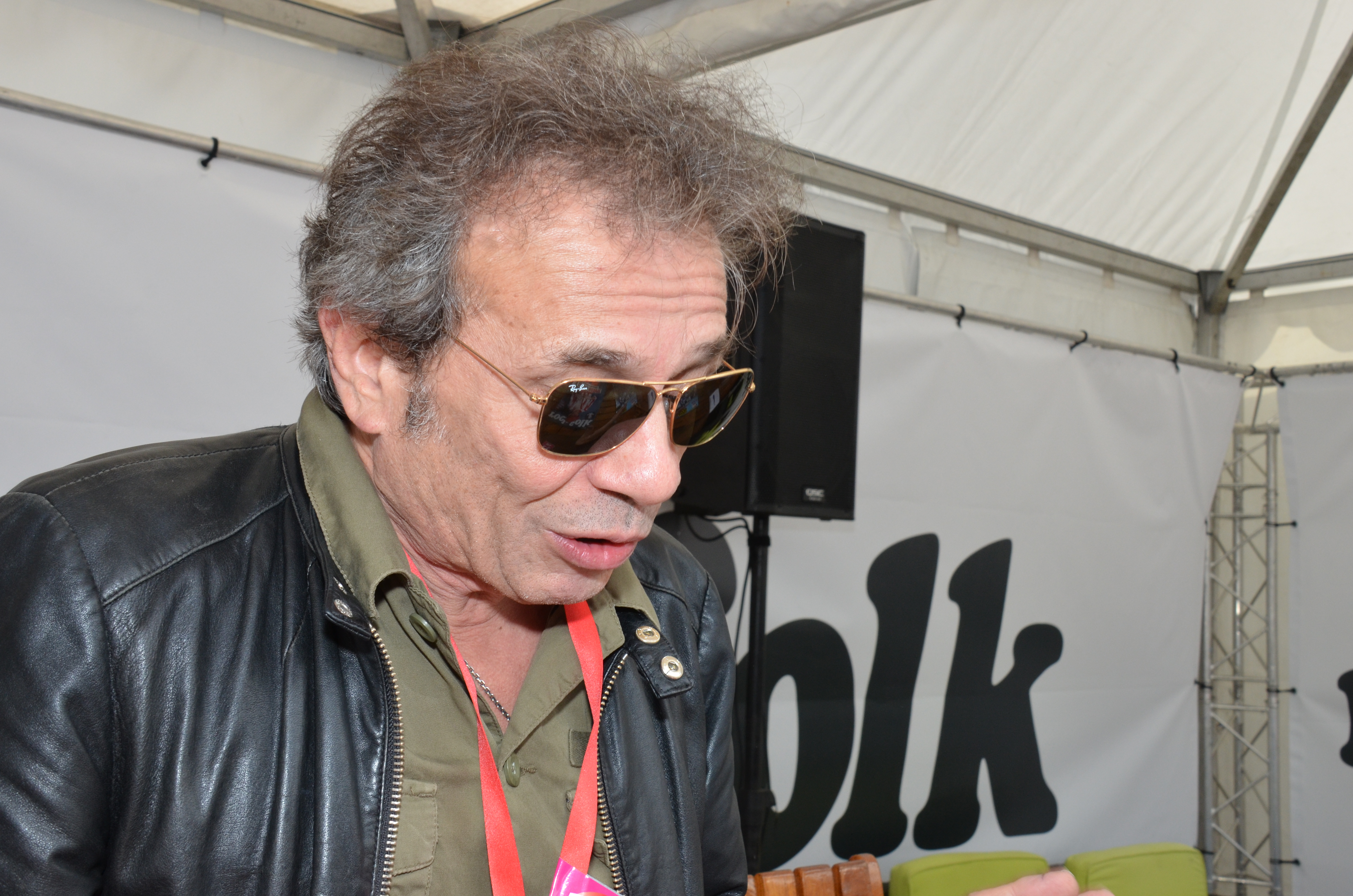
Philippe Manœuvre en 2016, au circuit Paul Ricard, Castellet.

De mars à juin 2012 et de novembre 2015 à janvier 2016, il présente La Discothèque rock idéale de Philippe Manœuvre tous les dimanches sur OÜI FM. Il animera aussi l'Excessive Vinyle Session de septembre 2012 à décembre 2014 sur cette même station.
À partir de début octobre 2012, Philippe Manœuvre anime Quartier libre sur une radio promotionnelle temporaire, diffusant via internet, dont le nom est La Radio libre, liée au Mouvement de libération du plaisir. La Radio libre et le Mouvement de libération du plaisir sont créés pour une campagne publicitaire du chocolatier suisse Suchard à la période des fêtes de fin d'année.
Durant l'été 2016, il présente l'émission Salut Les Rockers sur Europe 1 du lundi au vendredi de 16 heures à 18 heures avec Émilie Mazoyer.
Philippe Manœuvre crée le 19 juin 2017 la webradio Radio Perfecto.
Il participe à l'émission Les Grosses Têtes animée par Laurent Ruquier sur RTL d'octobre 2017 à mai 2021.
Depuis le 17 mars 2022, il présente Radio Manœuvre tous les jeudis soir sur RFM.

### Télévision
À la télévision, avec Jean-Pierre Dionnet, il anime plusieurs émissions dans le cadre des Enfants du rock : L'Impeccable en 1982, Sex Machine en 1984... En septembre 1984, Mara Villiers réalise un documentaire pour les Enfants du Rock, spécial Mad Max en Australie sur le tournage du film avec Philippe Manœuvre et Jean-Pierre Dionnet Mad Max : Au-delà du dôme du tonnerre avec Mel Gibson et Tina Turner. Les Enfants du rock sont récompensés par un Sept d'or en 1985.
Il anime également le Top Bab puis le Rock Press Club sur Canal Jimmy et réalisé des documentaires sur le blues et le rock pour Canal+. On lui doit la découverte en France du film Spın̈al Tap (This Is Spinal Tap), parodie de documentaire sur le milieu du hard-rock, primé lors du festival du Cinéma rock de Val-d'Isère.
Il présente durant l'été 2008 une rediffusion du show britannique Top of the Pops ainsi que Summer of the 70's sur Arte.
Il est, de la sixième saison en 2008 à l'interruption de l'émission par la chaîne de télévision M6 en 2010, l'un des membres du jury de Nouvelle Star sur cette chaîne, aux côtés de Lio, André Manoukian et  Sinclair (remplacé par Marco Prince après quelque temps). L'émission reprend sans lui sur une chaîne de la TNT, D8, en 2012.
Début 2009, il commente la série documentaire Rock and the City sur Arte, et présente aussi durant l'été des soirées thématiques consacrées aux années 1980, Summer of the 80's. Le 26 juin 2009, il est l'invité du 20h de France 2, présenté par Marie Drucker pour parler de la mort de Michael Jackson, le seul sujet d'actualité.
Philippe Manœuvre est de retour sur Arte pendant l'été 2010. Il y anime Summer of the 60's, avant de rejoindre Canal + à la rentrée.
En septembre 2010, il devient chroniqueur dans Tout le monde il est beau, tout le monde il est gentil, sur Canal+.
Durant les étés 2011 et 2012, il anime Summer of Love sur Arte.
Depuis le 29 octobre 2011, il est chroniqueur dans l'émission musicale hebdomadaire Monte le son ! sur France 4.
Depuis le 6 avril 2024, il est chroniqueur dans l'émission-débat La Grande Semaine diffusée sur M6.

### Musique
Philippe Manœuvre affirme avoir été batteur dans le groupe Road Critics qu'il aurait fondé en 1978. Il sort aussi Ça va fort, un disque parodiant les Beastie Boys, avec Alain Chabat, sous le nom de TV Boys. Il produit le 45 tours de son ami Grégory Ken, ex-chanteur du groupe Chagrin d'amour.
En 1988, il sauve la vie d'Axel Bauer sur la scène du festival rock de Val-d’Isère : alors que celui-ci est victime d'une électrisation, Philippe Manœuvre arrache la prise de l’ampli d'un coup de pied.
Durant dix ans, il est chargé de la programmation musicale au Bol d'or, une course d'endurance réputée auprès des amateurs de compétition moto. Il y a présenté Iggy & The Stooges (dont l'« album de rock préféré de tous les temps » est Fun House) au public lors de leur tout premier concert français.[réf. nécessaire]
En 2005 et 2006, le Gibus accueille les vendredis soir, les Rock'n'Roll Friday, des soirées organisées par Philippe Manœuvre, où se produisent trois nouveaux groupes qualifiés de « groupes de la nouvelle scène rock française ».

### Cinéma
En 2011, dans le film américain Paul de Greg Mottola, il prête sa voix à un extraterrestre, doublant l'acteur Seth Rogen.
Il joue son propre rôle dans le film Bus Palladium sorti en mars 2010.

### Jeu vidéo
Philippe Manœuvre remplace la voix du narrateur Gene Simmons, bassiste et chanteur du groupe KISS, dans la version française du jeu vidéo Guitar Hero: Warriors of Rock, édité par Activision en 2010.

### Vie privée
Son épouse Candice Martinon-Boisnier de La Richardière, dite Candice de La Richardière, directrice de la promotion chez Warner, puis directrice de la communication de Reworld Media (et sœur de la DJ Amandine de La Richardière, épouse du musicien et chanteur Sébastien Tellier), a donné naissance en 2011 à un garçon, Ulysse, et en 2017 à une fille nommée Lily Rock,.
C'est le troisième enfant de Philippe Manœuvre, déjà père de Manon, née en 1988, d'une première union avec l'actrice Carey More.
Philippe Manœuvre a également partagé la vie de Virginie Despentes, avant qu'elle ne fasse son coming out.

## Publications
- Philippe Manœuvre, L'Enfant du rock, Paris, Le Livre de Poche, coll. « Ldp Littérature », 15 octobre 1990 (ISBN 978-2-253-03976-1)Son autobiographie
- Philippe Manœuvre, Dur à cuir, 1996, 295 p. (ISBN 978-2-226-08719-5 et 2-226-08719-2)Un recueil de chroniques diverses
- Philippe Manœuvre, Stoned : 20 ans de confidences avec les Rolling stones, Paris, A. Michel, 1995, 263 p. (ISBN 978-2-226-07842-1 et 2-226-07842-8)Sur les Rolling Stones
- Philippe Manœuvre, Rock'n'Roll : la discothèque idéale : 101 disques qui ont changé le monde, Paris, Albin Michel, 2006, 214 p. (ISBN 2-226-15209-1)
- Philippe Manœuvre, Rock'n'Roll : la discothèque idéale 2 : 101 disques à écouter avant la fin du monde, Albin Michel, 2011 (ISBN 978-2-226-20807-1)
- Philippe Manœuvre, Michael Jackson, Filipacchi, 1988
- Philippe Manœuvre, James Brown, Éditions du Chêne, 2007 (ISBN 978-2-84277-715-9 et 2-84277-715-8)

En collaboration :
- George Miller et Terry Hayes, traduction et adaptation par Philippe Manœuvre, Mad Max 2, Paris, J'ai lu, collection Science-Fiction n° 1533, 1983  (ISBN 2-277-21533-3)

- Philippe Manœuvre et Luc Cornillon au dessin, Antisocial, Humanoïdes associés, 1983 (ISBN 2-7316-0205-8)
- Philippe Manœuvre et Luc Cornillon, La loi et Claude Dallas, 2004, 285 p. (ISBN 978-2-246-66261-7 et 2-246-66261-3)Première bande dessinée radiophonique diffusée en 1983 entre autres dans l'émission En Terre étrangère[26]
- Philippe Manœuvre et Michel Polnareff, Polnareff par Polnareff, 2004, 285 p. (ISBN 978-2-246-66261-7 et 2-246-66261-3)Biographie du chanteur Michel Polnareff
- Philippe Manœuvre et Joey Starr, Mauvaise Réputation, 2006, 307 p. (ISBN 978-2-08-068931-3 et 2-08-068931-2)Biographie de Joey Starr
- Philippe Manœuvre et Thierry Guitard (dessinateur), Être rock, Tana (ISBN 978-2-84567-426-4 et 2-84567-426-0)
- Philippe Manœuvre, Philippe Lacoche et Christian Authier, Lady B, Le Castor Astral, 2007, 58 p. (ISBN 978-2-85920-702-1)
- Philippe Manœuvre, Les enfers du Rock, Paris, Éditions Tana, 2009, 71 p. (ISBN 978-2-84567-555-1)
- Philippe Manœuvre, Agenda du rock 2012/13, Paris, Éditions Quovadis / Phil Man, août 2012 (ISBN 978-2-84567-554-4 et 2-84567-554-2)édition 2012
- Philippe Manœuvre, Philippe Manœuvre présente : Rock français, de Johnny à BB Brunes, 123 albums essentiels, Paris, Hoëbeke, octobre 2010, 255 p. (ISBN 978-2-84230-353-2)
- Philippe Manœuvre et Jérôme Soligny, Les 100 Vinyles incontournables, GM Éditions, 2014 (ISBN 9791-09273-032-6)
- Philippe Manœuvre et JoeyStarr, Le Monde de demain, éditions du Cherche-Midi, 2017 (ISBN 978-2749153698)
- Philippe Manœuvre, Rock, ma vie est un roman, Paris, HarperCollins, 3 octobre 2018, 265 p. (ISBN 979-10-339-0248-5)
- Philippe Manœuvre et Damien Almira, Busty et Jean-William Thoury, Quarante ans de musique au Gibus, Hugo et Cie, coll. « collection Vintage » (ISBN 9782755601787)
- Philippe Manœuvre, Une histoire du rock en 202 vinyles cultes, Hugo Desinge, 2020 (ISBN 978-2755643626)
- Philippe Manœuvre, Flashback acide, Éditions Robert Laffont, 2021 (ISBN 9782221254035).
- Philippe Manœuvre (texte) et Roger Kasparian (photos), Archives inédites d’un photographe des sixties, Gründ, 2014, 208 p., relié 25,6 × 29,8 (ISBN 978-2-324-00696-8)

## Décorations
Officier de l'ordre des Arts et des Lettres (2025) ; chevalier (2008), décoration remise par Iggy Pop.